# Acar decorata
Acar decorata is een tweekleppigensoort uit de familie van de Arcidae. De wetenschappelijke naam van de soort is voor het eerst geldig gepubliceerd in 1993 door Hayami & Kase.